# August Gutzmer
Karl Friedrich August Gutzmer (Neu-Roddahn, Ostprignitz, 2 de fevereiro de 1860 – Halle, Saale, 10 de maio de 1924) foi um matemático alemão.

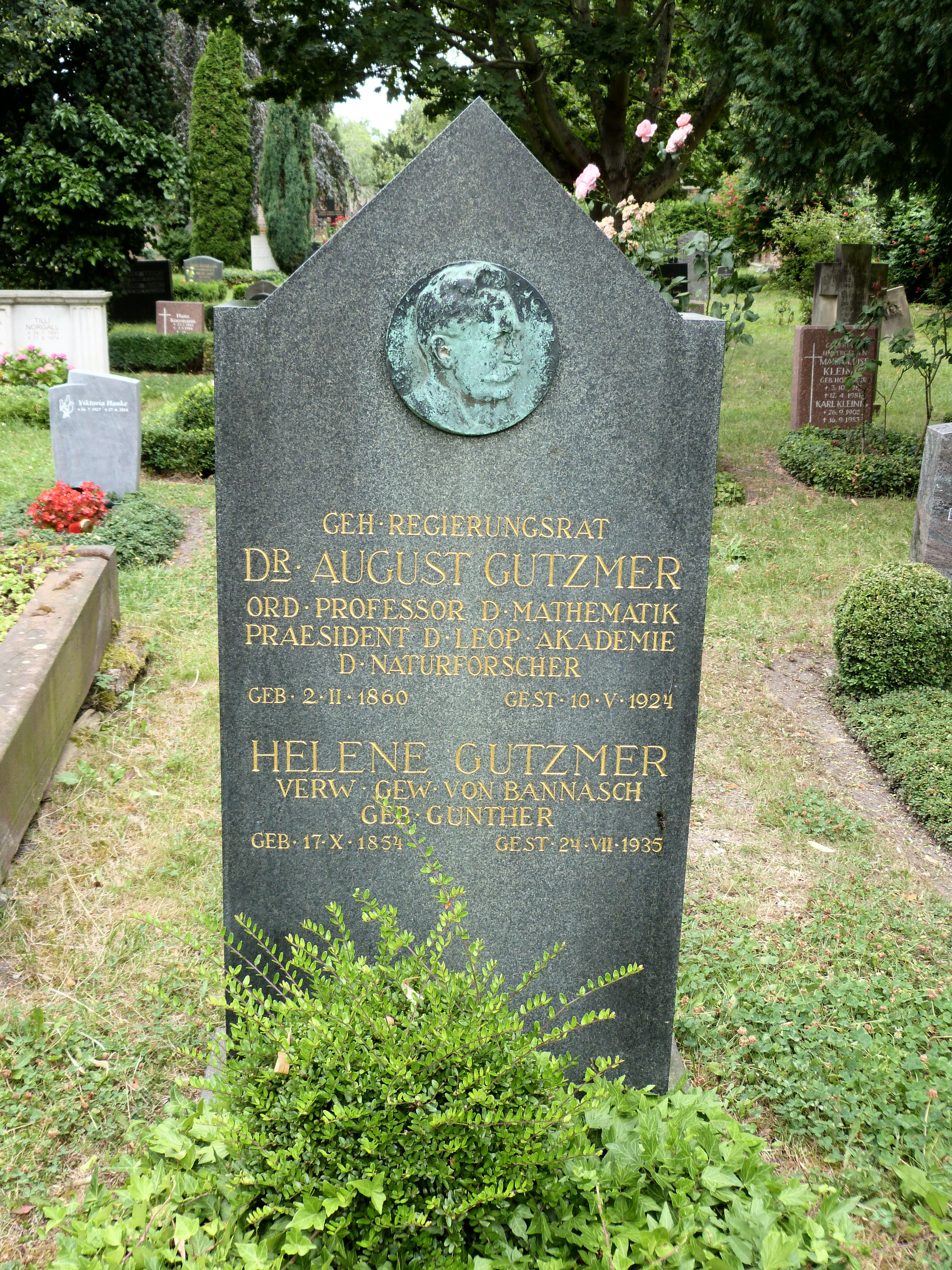
Sepultura de August Gutzmer no Laurentius-Friedhof em Halle, Saale

Foi palestrante do Congresso Internacional de Matemáticos em Heidelberg (1904) e em Roma (1908).

## Obras
- Über gewisse partielle Differentialgleichungen höherer Ordnung. - Halle, Univ. Diss., 1893
- Zur Theorie der adjungierten Differentialgleichungen. - Halle, Habilitationsschr., 1896